# Chanovští z Dlouhé Vsi

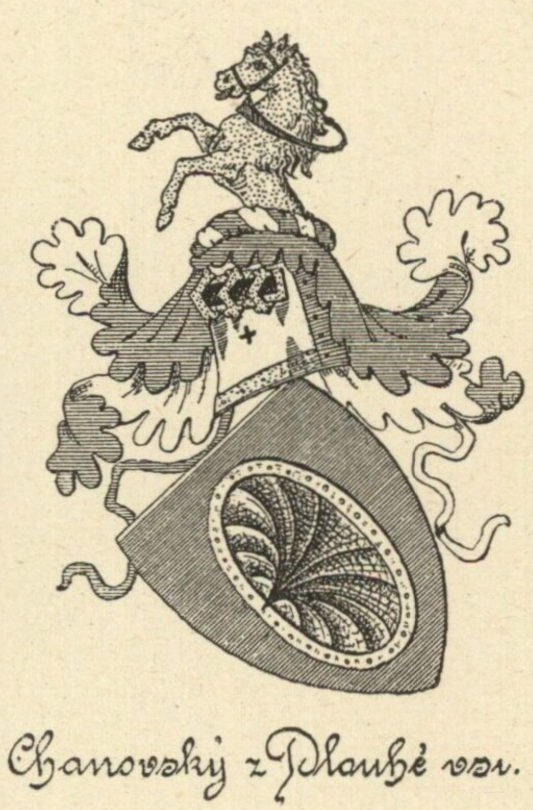
Erb Chanovských z Dlouhé Vsi (reprodukce V. Krále z Dobré Vody, 1883)

Chanovští z Dlouhé Vsi byl český vladycký rod odvozující svůj název od obce Chanovice v okrese Klatovy. Chanovický zámek jim patřil od patnáctého století do roku 1717.

## Historie a slavné osobnosti
Pocházeli z vladyckého rodu Dlouhoveských z Dlouhé Vsi a kteří Dlouhou Ves drželi do konce 15. století. Jan Lhota mladší z Dlouhé Vsi měl syna Volfganga, který provedl stavební úpravy chanovické tvrze. Ten si vzal Evu z Vidhostic na Pajreku. Adam Chanovský, syn Volfganga Chanovského z Dlouhé Vsi a který se narodil kolem roku 1504, koupil hrad Rábí. Rod vlastnil mj. Svéradice, Lazsko, Dožice, Hradiště a Týniště.
Vnukem Adama byl:
- Albrecht Chanovský z Dlouhé Vsi (* 1581), též Vojtěch či Adalbert – katolický kněz a misionář řádu jezuitů, působil v Praze, Českém Krumlově a při rekatolizačních misích na Kolínsku, Táborsku, Plzeňsku a Prachaticku. Roku 1605 koupil rod Smolotely u Příbrami.
- Jan Felix Chanovský z Dlouhé Vsi dal v letech 1719–1722 postavit kostel svatého Jana Křtitele a Panny Marie Karmelské na Makové hoře nad Smolotely
- Jindřich Chanovský z Dlouhé Vsi na Smolotelích je místosudí království Českého a má za manželku Annu Příchovskou z Příchovic.
- Jan Ignác Chanovský z Dlouhé Vsi (1638–1701) – probošt kapituly svatovítské a titulární biskup mitevinský[6]
- František Xaver Chanovský (1789–1877), bojoval roku 1809 v bitvě u Aspern, byl těžce raněn a zůstal válečným invalidou; v letech 1810–1827 vyučoval dějiny a zeměpis na vojenské akademii ve Vídeňském Novém Městě. Několik let byl ředitelem pražské Polytechniky. Pak se věnoval správě svých statků a genealogii; byl posledním příslušníkem rodu.

## Erb
Na modrém štítě měli vyobrazen bílý štít zvaný kotouč, tedy jako u obce Chanovice.

## Příbuzenstvo
Mezi příbuzné patří rod z Vidhostic, Příchovští z Příchovic.